# Тверская областная картинная галерея
Тверская областная картинная галерея — художественный музей в Твери.

## История
В 1866 году в Твери по инициативе губернатора П. Р. Багратиона, краеведа Н. И. Рубцова, поэта-декабриста Ф. Н. Глинки, городского головы А. Ф. Головинского был создан один из первых в Российской провинции публичный «музеум», задуманный как историко-археологический и промышленный. Но уже в первой экспозиции, открытой 9 августа 1866 года в присутствии Цесаревича Александра Александровича и Великого князя Владимира Александровича, были произведения искусства — портреты адмирала Корнилова, гравёра Уткина, изобретателя астрономических часов Волоскова, купца Савина. Эти четыре работы, включённые тогда в раздел «достопамятностей», стали основой будущей художественной коллекции.
С 1896 г. (с перерывом в 1936–1961 гг.) музей располагается в здании Тверского императорского дворца, памятника архитектуры XVIII–XIX вв. (архитекторы П. Р. Никитин, М. Ф. Казаков, К. И. Росси, А. И. Резанов).
В дореволюционные годы музей пополнялся художественными памятниками довольно случайно и хаотично. Преобладали предметы декоративно-прикладного и церковного искусства. Впрочем, ряд приобретений той поры по сей день занимает в коллекции заметное место: два деревянных раскрашенных рельефа конца XVIII — начала XIX вв. «Крестьянская свадьба» (поступили из частного собрания в 1883 году), икона XVII в. «Михаил и Арсений Тверские с тверским кремлем и Преображением» (дар П. И. Щукина в 1893 году), картины П. С. Дрождина, Г. В. Сороки и А. В. Тыранова, «Цеховые знаки» — уникальные образцы жанровой живописи XVIII века (переданы Тверской ремесленной управой в 1904 году).
С 1917 года в музей начали поступать предметы из множества национализированных усадеб Тверской губернии, составившие реальное ядро коллекции классического искусства. Большие фамильные портретные собрания находились в имениях Знаменское-Раёк, Таложня и Прямухино Новоторжского уезда, Панафидино Старицкого уезда, Сахарово Тверского уезда и многих других. В отдельных усадьбах сложились интересные тематические коллекции (например, в имении князя А. А. Ширинского-Шихматова Островки в Вышневолоцком уезде сложилось собрание живописных и графических произведений, посвящённых теме охоты). Самое значительное по количеству и качеству собрание находилось в имении князей Куракиных Волосово (Степановское) в Зубцовском уезде. Только коллекция живописи насчитывала более 500 произведений и включала работы старых европейских мастеров: французских, голландских, итальянских, английских; галерею портретов царей и императоров из династии Дома Романовых; галерею портретов многочисленных представителей семьи Куракиных, их родственников, друзей, знакомых, в том числе и кисти таких известных художников, как И. Я. Вишняков, Ф. С. Рокотов, Д. Г. Левицкий, В. Л. Боровиковский; многочисленные пейзажи с изображением княжеских имений в различных губерниях России; картины и портреты, написанные князем А. Б. Куракиным 2-м — талантливым художником-дилетантом. Не менее интересными были собрания русской и западноевропейской графики и гравюры, декоративно-прикладного искусства, скульптуры. Залы волосовского дворца украшала высокохудожественная мебель русской и французской работы, уникальные осветительные приборы елизаветинских, екатерининских, павловских времен.
Заметное влияние на характер собрания оказали две частные коллекции: М. М. Грачёва и А. П. Катковой, принесённая в дар в 1922 году (несколько десятков произведений живописи и графики русских мастеров, в основном XIX в., в т.ч. И. К. Айвазовского, А. В. Тыранова, М. Н. Воробьёва, братьев Чернецовых, Г. И. Семирадского), и певца Русской частной оперы Г. П. Маликова, собиравшего работы русских художников конца XIX — начала XX вв. Последняя перемещалась в галерею постепенно: в 1930—1950-е гг. картины приобретались у самого певца, позднее — у его наследников. Среди вещей, входивших в неё, такие шедевры, как «Лесистый берег» И. И. Левитана и «Купальня в парке» С. Ю. Жуковского, четыре живописных произведения В. И. Сурикова (из пяти имеющихся в галерее), работы В. Е. Маковского, И. Е. Репина, М. В. Нестерова, И. И. Машкова, Н. П. Крымова, И. Э. Грабаря и др. (всего более 40 экспонатов). Почти все они являются неотъемлемой частью постоянной экспозиции, представляют собрание галереи на крупнейших российских и зарубежных выставках, публикуются в альбомах, каталогах, на календарях и открытках.
В 1929 г. собрание было преобразовано в Картинную галерею Краеведческого музея, в 1937 г. получило статус самостоятельного музея под названием «Калининская областная картинная галерея». С этого момента началось последовательное комплектование работ художников XX века (прежде всего представителей официального советского искусства). Непосредственно из мастерских приобретались работы А. А. Дейнеки, А. М. Герасимова, Б. В. Иогансона и других известных художников.
Во время Великой Отечественной войны, в период оккупации города, Императорский дворец подвергся значительным разрушениям. Художественные коллекции галереи, располагавшиеся в здании церкви Вознесения, пострадали, а частично были расхищены. Вскоре после освобождения города работы по подготовке выставок, изучению и комплектованию собрания были возобновлены. В 1942 году были приобретены несколько этюдов В. Д. Поленова и пейзаж А. В. Гине «Лунная ночь», в 1943 — начале 1945 года поступили работы И. Е. Репина, В. М. Васнецова, П. П. Трубецкого, К. Ф. Богаевского, Б. Д. Григорьева, С. Ю. Судейкина и многих других мастеров. Поразительным и даже фантастическим кажется факт приобретения работ русских художников-эмигрантов (Григорьев, Судейкин), объявленных официальным советским искусствоведением «представителями реакционного буржуазного искусства».
В послевоенные годы, вплоть до начала Перестройки, комплектование галереи шло очень упорядоченно и размеренно. От Комитета по делам искусств при СМ СССР, от Министерства Культуры, из частных собраний Калинина, Москвы и Ленинграда регулярно поступали произведения русского и западноевропейского классического искусства, произведения известных советских мастеров. На данном этапе характерно повышенное внимание к творчеству художников, связанных с тверской землёй, причем не только «местных». Благодаря этому сформировалась коллекция работ художников «Академической дачи», вновь открывшейся в 1948 году; значительно пополнились «Домоткановское» (Валентин Серов и его окружение по усадьбе Домотканово) и «Удомельское» (художники, работавшие на даче «Чайка» В. К. Бялыницкого-Бируля) собрания. Экспедиционная деятельность в 1960—1970-е годы позволила значительно расширить отдел древнерусского искусства.
С 1990 галерея носит современное название. В последнее десятилетие XX в. из-за аварийного состояния дворца экспозиция постоянно сокращалась, тем не менее собрание продолжало расти. Несмотря на трудности, именно в эти годы фонды пополнились двумя работами «домоткановского» периода В. Серова, целой коллекцией живописных и графических произведений Ю. А. Васнецова; была разыскана и приобретена картина Г. В. Сороки «Вид на усадьбу Островки с Большого острова», считавшаяся пропавшей с 1917 года. Произведения, переданные в дар галерее в данный период, исчисляются тысячами. Всё это позволило не только значительно пополнить существующие разделы коллекции, но и начать формировать новые, например, раздел «актуального» искусства (В. Наседкин, В. Лукка, Т. Новиков, О. и А. Флоренские и др.).

## Коллекция

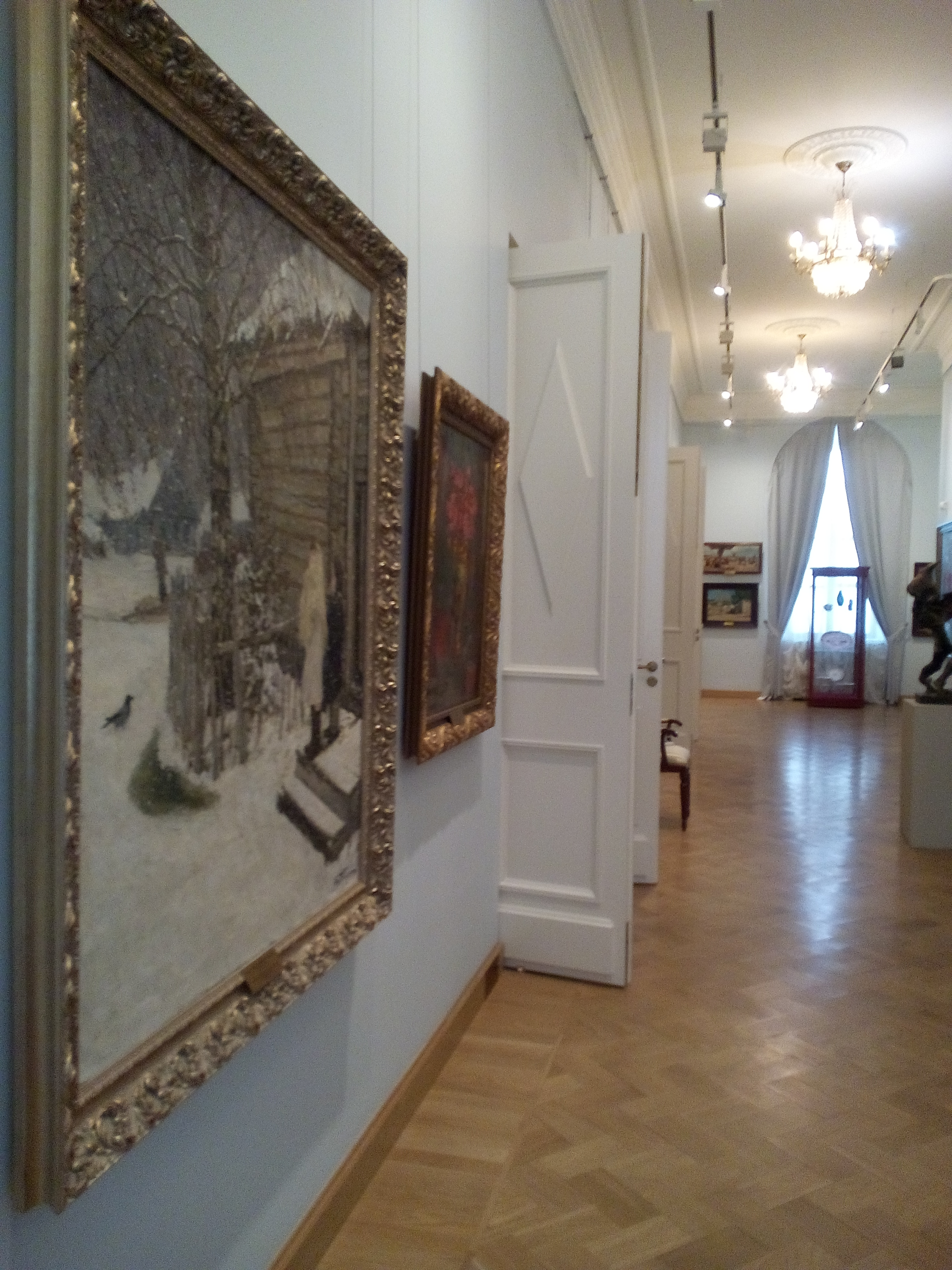
Тверская областная картинная галерея. Зал советской живописи, на переднем плане «Первый снег» А. Пластова

Художественное собрание галереи насчитывает около 32 000 экспонатов: коллекции культового («древнерусского») искусства XIV—XX вв., русской живописи, графики и скульптуры XVIII—XX вв., западноевропейского искусства XV—XX вв., декоративно-прикладного искусства России, Европы, Востока.
В разделе древнерусского искусства — иконы Тверской школы XIV—XVI вв., уникальные тверские фрески XV—XVI вв., Царские врата и деревянная скульптура, медная пластика, работы С. Ушакова и других известных иконописцев.
В собрании русского искусства XVIII—XX вв. — одна из лучших в России коллекций портрета, аллегорическая и религиозная живопись XVIII в., работы А. Венецианова и художников его школы (Г. Сорока, Н. Крылов, А. Тыранов и др.), пейзажная живопись рубежа XIX—XX вв. (К. Коровин, А. Рылов, А. Степанов, А. Пластов, в частности в собрании музея находится его известная картина «Первый снег»), произведения В. А. Серова и художников из его окружения по имению Домотканово (М. А. Врубель, Н. Симонович-Ефимова, И. Ефимов, В. Дервиз, В. Фаворский, А. Врубель ), станковая и монументальная скульптура XX в. (Н. Андреев, В. Мухина, С. Конёнков, Б. Королёв, И. Шадр, И. Фрих-Хар, А. Зеленский, Э. Неизвестный, О. Комов  и др.).
В коллекции западноевропейского искусства — произведения живописи, скульптуры, графики и гравюры итальянской, французской, немецкой, голландской, фламандской и др. школ XVI—XX вв., в том числе, Л. Короны, А. Маньяско, С. де Брая, Н. Муйарта, А. Куапеля, Ф. Баттальоли, Ф. де Труа, К.-Ж. Верне, А. Говартса.
Разнообразен раздел декоративно-прикладного искусства: фарфор и фаянс Европы, Востока, России, в том числе наиболее полная в стране (около 7000 ед. хр.) коллекция изделий завода Ауэрбаха-Кузнецова (ныне Конаковский фаянсовый завод); русская и европейская художественная мебель; художественное стекло, изделия из металла, ткани и т. д.

## Филиалы
- Мемориально-художественный музей Валентина Серова в Домотканово
- Центр культуры и искусства «Дача “Чайка”»
- Мемориально-художественный музей Владимира Серова в пос. Эммаусс

## Награды
- Почётная грамота Президиума Верховного совета РСФСР (1987 год)[1].